# آنری رولان
آنری رولان (فرانسوی: Henri Rollan‎؛ ‏ ۲۳ مارس ۱۸۸۸ – ۲۳ ژوئن ۱۹۶۷) هنرپیشه اهل فرانسه بود.
از فیلم‌هایی که وی در آن نقش داشته‌است، می‌توان به ماجراهای آرسن لوپن، سه تفنگدار، فانفان لا تولیپ و جوزپه وردی اشاره کرد.